# Irvin Dorfman
Pour les articles homonymes, voir Dorfman (homonymie).
Irvin Dorfman  est un joueur de tennis américain. Il est né le 3 septembre 1924 à Brooklyn, New York et mort le 8 octobre 2006 à Raleigh (Caroline du Nord).

## Palmarès

### Finale en simple messieurs
| No | Date | Nom et lieu du tournoi                      | Catégorie | Surface | Vainqueur       | Score                    |  |
| -- | ---- | ------------------------------------------- | --------- | ------- | --------------- | ------------------------ |  |
| 1  | 1948 | Tournoi de tennis de Cincinnati, Cincinnati |           | NC      | Herbert Behrens | 7-5, 11-9, 2-6, 6-8, 6-4 |  |

### Finale en double mixte
| No | Date       | Nom et lieu du tournoi                | Catégorie | Surface      | Vainqueurs                | Partenaire     | Score    |          |
| -- | ---------- | ------------------------------------- | --------- | ------------ | ------------------------- | -------------- | -------- | -------- |
| 1  | 10-07-1956 | Trophée Raquette d'Or Aix-en-Provence |           | Terre (ext.) | Françoise Cor Robert Howe | Procter-Bonnet | 6-4, 8-6 | Parcours |

## Autres performances
- Internationaux de France : Quart de finaliste en 1950